# Metastelma pullidum
Metastelma pullidum är en oleanderväxtart som beskrevs av Henry Hurd Rusby. Metastelma pullidum ingår i släktet Metastelma och familjen oleanderväxter. Inga underarter finns listade i Catalogue of Life.